# Улица Палмира Тољатија
Улица Палмира Тољатија се налази на Новом Београду. Простире се од улице Џона Кенедија до зграде „Енергопројекта“.
Дужина улице износи 930 метра.
У улици се налази: Историјски архив Београда, ТЦ „Стари Меркатор“, хотел „Путник“, Дом здравља „Нови Београд“ и IV општински суд.
Улица је добила назив по Палмиру Тољатију (1893—1964), генералном секретару КП Италије.